# نيكولا ماي
نيكولا ماي (بالفرنسية: Nic May)‏ هو لاعب كرة قدم لوكسمبورغي، ولد في 30 سبتمبر 1927 في نيديركورن في لوكسمبورغ، وتوفي في 12 يناير 2006 في لوكسمبورغ في لوكسمبورغ.

## وصلات خارجية
- نيكولا ماي على موقع الاتحاد الدولي (مؤرشف)  (الإنجليزية)
- نيكولا ماي على موقع قاعدة بيانات كرة القدم.إي يو (الإنجليزية)
- نيكولا ماي على موقع أوليمبيديا (الإنجليزية)